# Aérodrome d'Arlon-Sterpenich
L'aérodrome d'Arlon Sterpenich, (code OACI: EBAR), est un aérodrome belge situé à Sterpenich, en Région wallonne, dans la Province de Luxembourg, à quelques kilomètres à l'est de la ville d'Arlon. Il est essentiellement dévolu à l'aviation de tourisme et aux vols en ULM.
L'aérodrome est géré par le club d'ULM Arel Air.

## Caractéristiques

### Situation
| \| 50 km1:2 420 000 \| Amougies Arlon Cerfontaine Haren Latour Namur Saint-Hubert Spa · La Sauvenière Verviers Anvers Ostende · Bruges Bruxelles Charleroi · Bruxelles-Sud Courtrai Liège Beauvechain Bertrix Brustem Chièvres Coxyde Florennes Kleine-Brogel Melsbroek Moorsele Schaffen Weelde Zutendaal Gossoncourt Grimbergen Aéroport Aérodrome civil Aérodrome militaire |
| 50 km1:2 420 000 |

### Pistes
L'aérodrome dispose d'une seule piste, en herbe, la 09/27 qui mesure 150 m de long et 30 m de large.

### Fréquence radio
- « Arlon Radio » - 123.425;MHz

## Accès
L'aérodrome est accessible via la sortie n° 33 de l'E 25 qui relie Liège à Luxembourg-Ville ainsi que par les  et , qui relient Bruxelles au Grand-Duché de Luxembourg.